# Pierre Nivelle

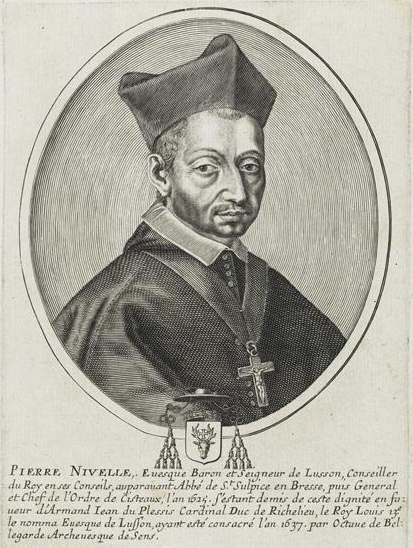
Pierre Nivelle als Bischof vom Lucon (zeitgen. Portrait, 17. Jhd.)

Pierre Nivelle SOCist (* 1583 in Troyes; † 11. Februar 1661 in Luçon) war Abt von Cîteaux, Generalabt des Zisterzienserordens und Bischof von Luçon.

## Leben
Pierre Nivelle, Dr. der Theologie, Mönch von Cîteaux, Provisor des Collège Saint-Bernard in Paris bis 1621, dann Abt von Saint-Sulpice, 1625 von Cîteaux, wurde am 25. Januar 1637 in Sens zum Bischof von Luçon geweiht, nachdem er seine Abtei hatte aufgeben müssen, damit Kardinal Richelieu als Kommendatarabt an seine Stelle treten konnte. Er starb am 11. Februar 1661.